# Sbaa (Argélia)
Sbaa (em árabe: اﻟﺴﺒﻊ) é uma cidade e comuna localizada no distrito de T'Sabit, na província de Adrar, no centro-sul da Argélia. Em 2008, sua população era de 2 312 habitantes.